# Masteruddannelsen i dagtilbuds- og indskolingsdidaktik
Masteruddannelsen i dagtilbuds og indskolingsdidaktik (Master of Education for Daycare and Primary School) er en uddannelse som udbydes af Danmarks Pædagogiske Universitetsskole, Aarhus Universitet (DPU).
Uddannelsen giver ret til betegnelsen Master i dagtilbuds- og indskolingsdidaktik. Uddannelsen retter sig mod pædagoger, lærere, konsulenter og andre fagpersoner i- og omkring de ca. 0-8-årige børns liv. Dagtilbuds- og indskolingsdidaktik betegnes undertiden småbørnspædagogik.

## Opbygning
Uddannelsen er bygget op over tre gennemgående temaer: 
1. Barndom – viden om børns aktuelle vilkår, mht. skole- og institutionsliv, familie, kammeratskaber, m.m., med særligt vægt på de 0-8-årige børn.
2. Læring – indsigt i hvordan børn tænker, udvikler sig og lærer.
3. Didaktik – viden om hvordan man planlægger, gennemfører og evaluerer læreprocesser, med særligt vægt på de ca. 0-8-årige børn.

Disse temaer behandles i fire moduler:
1. Modul 1: Barndom i et sociologisk-, kulturelt- og didaktisk perspektiv. Her tilegner den studerende sig et forskningsbaseret overblik over feltet, samt kompetencer til at anlægge og begrunde de nævnte perspektiver.
2. Modul 2: Består af 3 mindre moduler, der sætter fokus på temaerne sprogtilegnelse, inklusion og kulturpsykologi. Her tilegner den studerende sig viden om disse temaer, og kompetencer til at omsætte denne viden i dialog med praksis/praktikere
3. Modul 3: Barndomsforskning. Her tilegner den studerende sig viden og metoder mht. design og gennemførelse af antropologisk anlagte forskningsprojekter vedr. børn og barndom.
4. Modul 4: Uddannelsen afsluttes med et speciale, hvor den studerende selvstændigt – og på videnskabeligt grundlag – undersøger en selvvalgt problemstilling.

## Anvendelse
En master i dagtilbuds- og indskolingsdidaktik lærer at bruge sine personlige og professionelle erfaringer til at angribe dagtilbuds- og indskolings-problemstillinger på en videnskabeligt kvalificeret måde. Således uddannes en master i dagtilbuds- og indskolingsdidaktik til at varetage højt kvalificerede funktioner ved institutioner og virksomheder, der beskæftiger sig fagligt og kritisk med småbørns- og barndomsfeltet i et læringsmæssigt og didaktisk perspektiv.